# T'as pécho?
T'as pécho? è un film del 2020 diretto da Adeline Picault.

## Trama
Dopo aver visto la sua compagna di classe Ouissima in costume da bagno, il quindicenne Arthur ha perso la testa per lei. Per restarle vicino, il ragazzo supplica la ragazza di dare a lui e ad alcuni amici delle lezioni di seduzione. Ouassima, impietosita, accetta la proposta e dietro pagamento di 10 euro a lezione inizia a tenere le sue lezioni negli spogliatoi della piscina dove lavora suo padre.